# God's Own Country (phim 2017)
God's Own Country là một bộ phim của Anh năm 2017 được viết và đạo diễn bởi Francis Lee trong tác phẩm đầu tay của đạo diễn. Phim có sự tham gia của Josh O'Connor và Alec Secăreanu. Cốt truyện kể về một người chăn cừu trẻ ở Yorkshire có cuộc sống được biến đổi bởi một công nhân nhập cư Rumani. Bộ phim là sản phẩm duy nhất có trụ sở tại Vương quốc Anh có mặt trong hạng mục phim truyền hình thế giới tại Liên hoan phim Sundance 2017, nơi nó đã giành giải thưởng đạo diễn điện ảnh thế giới.

## Cốt truyện
Ở Yorkshire, Johnny sống ở nông trại của gia đình với cha mình, Martin và bà ngoại, Deirdre. Do cha anh bị đột quỵ và tuổi của bà ngoại, phần lớn hoạt động hàng ngày của trang trại rơi vào tay Johnny. Trong thời gian xã hội của mình, Johnny tham gia vào các cuộc nhậu nhẹt và những cuộc gặp gỡ tình dục điên cuồng với những người đàn ông khác. Trở về trang trại muộn sau cuộc gặp gỡ với một người bán đấu giá trẻ tuổi, anh ta bị cha mình mắng mỏ vì một con bê đã chết vì sinh con khi vắng mặt.
Gheorghe, một công nhân nhập cư Rumani, được thuê làm trợ giúp thêm cho mùa cừu. Anh đến và trải qua đêm đầu tiên trong một đoàn lữ hành mà gia đình đã tổ chức làm nơi ở của anh. Vì các ewes đã rời khỏi khu vực chính của trang trại và vì một phần của bức tường ranh giới của trang trại vẫn chưa được Johnny sửa chữa, nên Johnny và Gheorghe đã quyết định dành vài ngày cắm trại gần các con vật. Khi một trong những ewes sinh ra một người vô thức, Johnny bị thu hút khi Gheorghe có thể hồi sức và chăm sóc nó. Một buổi sáng, sau khi Johnny nhắc đến Gheorghe một lần nữa với tư cách là "gypsy", Gheorghe đã trói anh ta xuống đất và cảnh báo Johnny đừng nói điều đó với anh ta nữa.
Ngày hôm sau, hai người đàn ông lại tham gia vào một cuộc chiến mà kết quả là Johnny thực hiện hành vi ngụy biện trên Gheorghe và hai người đàn ông có quan hệ tình dục thô bạo và say đắm trong bụi bẩn. Trong khi Johnny ban đầu không thừa nhận cuộc gặp gỡ, hai người chia sẻ thuốc lá và một gói đường cho mì cốc của họ trong suốt cả ngày. Đêm đó, Gheorghe chống lại hành động hung hăng của Johnny để quan hệ tình dục, thay vào đó kiên nhẫn cho anh ta thấy tình dục cũng có thể dịu dàng, và hai người đàn ông hôn nhau lần đầu tiên.
Trở về trang trại, Johnny mời Gheorghe ở lại với anh ta trong nhà, nhưng Gheorghe vẫn ở lại trong đoàn lữ hành. Khi Martin bị đột quỵ lần thứ hai, Johnny nhận ra rằng việc điều hành trang trại bây giờ hoàn toàn là trách nhiệm của anh và hỏi Gheorghe rằng anh sẽ ở lại với anh. Khi Gheorghe bày tỏ sự không chắc chắn về việc liệu họ có thể ở cùng nhau và duy trì trang trại cùng một lúc hay không, Johnny phản ứng kém, uống quá mức và tham gia vào một cuộc gặp gỡ tình dục ngẫu nhiên khác. Khi Gheorghe nhận ra những gì Johnny đã làm, anh đột ngột rời khỏi trang trại.
Martin được xuất viện, nhưng hiện đã suy nhược hoàn toàn. Johnny, tuyệt vọng để bù đắp với Gheorghe, nói với cha mình rằng anh sẽ ở lại để điều hành trang trại, nhưng mọi thứ phải được thực hiện theo các điều khoản của anh. Martin đưa ra sự chấp thuận ngầm của mình cho Johnny, người lên đường để đưa Gheorghe trở lại nông trại. Sau khi anh ta tìm thấy Gheorghe làm việc tại Scotland, hai người đã hòa giải. Gheorghe trở lại với Johnny; đoàn lữ hành được đưa đi và Gheorghe di chuyển vào nhà.

## Diễn viên
- Josh O'Connor vai Johnny Saxby
- Alec Secăreanu vai Gheorghe Ionescu
- Ian Hart vai Martin Saxby
- Gemma Jones vai Deidre Saxby[7]

## Sản xuất
Bộ phim một phần dựa trên cuộc đời của chính nhà văn và đạo diễn Francis Lee, nơi anh cũng phải đưa ra quyết định ở lại và làm việc tại trang trại của gia đình hoặc đi học trường kịch.
Bộ phim được quay tại Yorkshire, đặc biệt quanh khu vực Silsden của Keighley ở West Yorkshire, với một số cảnh khác được quay ở Keighley Bus Station và Bệnh viện đa khoa Airedale với Haworth và Otley cũng có tính năng làm phông nền cho bộ phim.
Việc sản xuất được tài trợ một phần thông qua chương trình iFeature của Hội đồng phim Anh với kinh phí bổ sung được bảo đảm từ Creative England.

## Phát hành
Bộ phim đã được công chiếu trên toàn thế giới tại Liên hoan phim Sundance vào ngày 23 tháng 1 năm 2017. Đây là sản phẩm duy nhất từ Vương quốc Anh góp mặt trong thể loại phim truyền hình thế giới trong năm 2017 Liên hoan phim Sundance. Phim được chiếu lên màn hình tại Liên hoan phim quốc tế Berlin vào ngày 11 tháng 2 năm 2017.
Ngay sau đó, Picturehouse Entertainment, Orion Pictures và Samuel Goldwyn Films đã có được quyền phân phối tương ứng của Anh Quốc và Hoa Kỳ. Nó được phát hành tại Vương quốc Anh vào ngày 1 tháng 9 năm 2017.
Bộ phim đã bị cấm ở một số nước Ả Rập do cảnh sex rõ ràng giữa hai nhân vật chính. Tương tự như vậy, Romania là quốc gia duy nhất ở Đông Âu nơi bộ phim được chiếu.

## Tiếp nhận

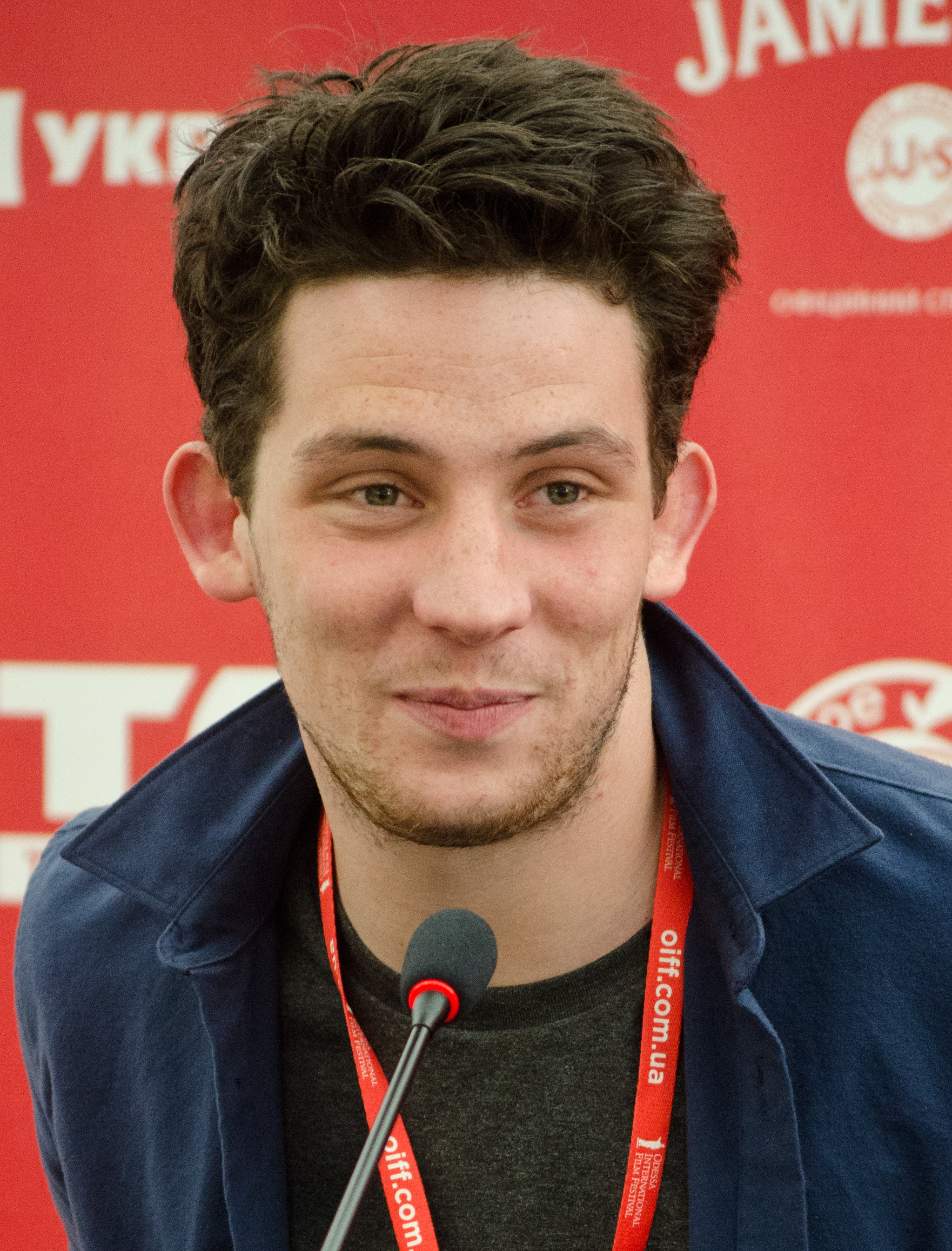
Màn trình diễn của O'Connor được các nhà phê bình khen ngợi.

God's Own Country nhận được sự hoan nghênh từ các nhà phê bình. Bộ phim giữ tỷ lệ phê duyệt 97% dựa trên 107 đánh giá, với trung bình có trọng số là 8/10, trên trang web tổng hợp đánh giá Rotten Tomatoes. Sự đồng thuận quan trọng của trang này có nội dung: "Một tin đồn lặng lẽ, cảm động về sự cô đơn và sự thân mật mới được tìm thấy, God's Own Country đánh dấu sự ra mắt đạo diễn xuất sắc cho Francis Lee." Trên Metacritic, bộ phim giữ mức 85 trên 100, dựa trên 22 nhà phê bình, cho thấy "sự hoan nghênh phổ quát".
Danh sách của Liên hoan phim Sundance cho God's Own Country nói rằng "bạn có thể ngửi thấy mùi bùn trong bộ phim này" đồng thời mô tả Francis Lee là một tài năng mới lớn và bộ phim là "không thể bỏ qua". Peter Bradshaw, viết trong The Guardian, đã cho bộ phim bốn ngôi sao trong số năm. Bradshaw mô tả bộ phim là "gần như, nhưng không hoàn toàn là một Dales Brokeback Mountain," và cũng như một "câu chuyện tình yêu rất Anh, bùng nổ trong những đường nối với những cảm xúc không được nói ra, nỗi sợ hãi không được nói ra về tương lai và sẵn sàng thay thế mọi cảm xúc vào công việc nặng nhọc".
Tại Liên hoan phim quốc tế Berlin 2017 bộ phim đã nhận được giải thưởng Harvey, được trình bày bởi chương trình Giải thưởng Teddy dành cho các bộ phim liên quan đến LGBT kết hợp với ban giám khảo độc giả từ tạp chí Männer LGBT của Đức.
Ed P Bông, viết trong The Times, đã cho bộ phim bốn ngôi sao trong số năm và mô tả bộ phim là "lộng lẫy" và "[một] bộ phim mạnh mẽ, Brokeback Mountain của Yorkshire".

## Giải thưởng
| Giải thưởng                                                | Ngày lễ                   | Thể loại                                               | Người nhận và người được đề cử | Kết quả   | Ref(s)               |
| ---------------------------------------------------------- | ------------------------- | ------------------------------------------------------ | ------------------------------ | --------- | -------------------- |
| Australian Film Critics Association                        | 13 tháng 3 năm 2018       | Best International Film (English Language)             | God's Own Country              | Đề cử     | [ 22 ]               |
| Berlin International Film Festival                         | 18 tháng 2 năm 2017       | Männer Jury Award                                      | God's Own Country              | Đoạt giải | [ 20 ] [ 23 ]        |
| Berlin International Film Festival                         | 18 tháng 2 năm 2017       | Teddy Award                                            | God's Own Country              | Đề cử     | [ 20 ] [ 23 ]        |
| British Academy Film Awards                                | 18 tháng 2 năm 2018       | Outstanding British Film                               | God's Own Country              | Đề cử     | [ 24 ]               |
| British Academy Film Awards                                | 18 tháng 2 năm 2018       | Rising Star Award                                      | Josh O'Connor                  | Đề cử     | [ 24 ]               |
| British Independent Film Awards                            | 10 tháng 12 năm 2017      | Douglas Hickox Award                                   | Francis Lee                    | Đề cử     | [ 25 ] [ 26 ]        |
| British Independent Film Awards                            | 10 tháng 12 năm 2017      | Best British Independent Film                          | God's Own Country              | Đoạt giải | [ 25 ] [ 26 ]        |
| British Independent Film Awards                            | 10 tháng 12 năm 2017      | Best Director                                          | Francis Lee                    | Đề cử     | [ 25 ] [ 26 ]        |
| British Independent Film Awards                            | 10 tháng 12 năm 2017      | Best Screenplay                                        | Francis Lee                    | Đề cử     | [ 25 ] [ 26 ]        |
| British Independent Film Awards                            | 10 tháng 12 năm 2017      | Best Actor                                             | Josh O'Connor                  | Đoạt giải | [ 25 ] [ 26 ]        |
| British Independent Film Awards                            | 10 tháng 12 năm 2017      | Best Actor                                             | Alec Secăreanu                 | Đề cử     | [ 25 ] [ 26 ]        |
| British Independent Film Awards                            | 10 tháng 12 năm 2017      | Best Supporting Actor                                  | Ian Hart                       | Đề cử     | [ 25 ] [ 26 ]        |
| British Independent Film Awards                            | 10 tháng 12 năm 2017      | Best Debut Screenwriter                                | Francis Lee                    | Đoạt giải | [ 25 ] [ 26 ]        |
| British Independent Film Awards                            | 10 tháng 12 năm 2017      | Breakthrough Producer                                  | Jack Tarling                   | Đề cử     | [ 25 ] [ 26 ]        |
| British Independent Film Awards                            | 10 tháng 12 năm 2017      | Breakthrough Producer                                  | Manon Ardisson                 | Đề cử     | [ 25 ] [ 26 ]        |
| British Independent Film Awards                            | 10 tháng 12 năm 2017      | Best Casting                                           | Shaheen Baig                   | Đề cử     | [ 25 ] [ 26 ]        |
| British Independent Film Awards                            | 10 tháng 12 năm 2017      | Best Casting                                           | Layla Merrick-Wolf             | Đề cử     | [ 25 ] [ 26 ]        |
| British Independent Film Awards                            | 10 tháng 12 năm 2017      | Best Sound                                             | Anna Bertmark                  | Đoạt giải | [ 25 ] [ 26 ]        |
| Chicago International Film Festival                        | 26 tháng 10 năm 2017      | Silver Q-Hugo                                          | God's Own Country              | Đoạt giải | [ 27 ]               |
| Chéries-Chéris                                             | 21 tháng 11 năm 2017      | Grand Prize                                            | God's Own Country              | Đề cử     | [ 28 ]               |
| Dinard British Film Festival                               | 1 tháng 10 năm 2017       | Golden Hitchcock                                       | God's Own Country              | Đoạt giải | [ 29 ] [ 30 ]        |
| Dinard British Film Festival                               | 1 tháng 10 năm 2017       | Heartbeat Hitchcock                                    | God's Own Country              | Đoạt giải | [ 29 ] [ 30 ]        |
| Dorian Awards                                              | 31 tháng 1 năm 2018       | LGBTQ Film of the Year                                 | God's Own Country              | Đề cử     | [ 31 ]               |
| Dorian Awards                                              | 31 tháng 1 năm 2018       | Unsung Film of the Year                                | God's Own Country              | Đoạt giải | [ 31 ]               |
| Edinburgh International Film Festival                      | 20 tháng 6 năm 2017       | The Michael Powell Award for Best British Feature Film | Francis Lee                    | Đoạt giải | [ 32 ] [ 33 ]        |
| Empire Awards                                              | 18 tháng 3 năm 2018       | Best British Film                                      | God's Own Country              | Đoạt giải | [ 34 ] [ 35 ]        |
| Empire Awards                                              | 18 tháng 3 năm 2018       | Best Male Newcomer                                     | Josh O'Connor                  | Đoạt giải | [ 34 ] [ 35 ]        |
| Empire Awards                                              | 18 tháng 3 năm 2018       | Best Screenplay                                        | Francis Lee                    | Đề cử     | [ 34 ] [ 35 ]        |
| Evening Standard British Film Awards                       | 8 tháng 2 năm 2018        | Best Film                                              | God's Own Country              | Đoạt giải | [ 36 ]               |
| Evening Standard British Film Awards                       | 8 tháng 2 năm 2018        | Best Supporting Actor                                  | Ian Hart                       | Đề cử     | [ 36 ]               |
| Evening Standard British Film Awards                       | 8 tháng 2 năm 2018        | Best Supporting Actress                                | Gemma Jones                    | Đoạt giải | [ 36 ]               |
| Evening Standard British Film Awards                       | 8 tháng 2 năm 2018        | Breakthrough of the Year                               | Francis Lee                    | Đề cử     | [ 36 ]               |
| Evening Standard British Film Awards                       | 8 tháng 2 năm 2018        | Breakthrough of the Year                               | Josh O'Connor                  | Đề cử     | [ 36 ]               |
| Frameline San Francisco International LGBTQ Film Festival  | 27 tháng 6 năm 2017       | AT&T Audience Award                                    | God's Own Country              | Đoạt giải | [ 37 ]               |
| Fünf Seen Film Festival                                    | 5 tháng 8 năm 2017        | Audience Award                                         | God's Own Country              | Đề cử     | [ 38 ]               |
| Galway Film Fleadh                                         | 5 tháng 11 năm 2017       | Best International First Feature                       | God's Own Country              | Đoạt giải | [ 39 ]               |
| Golden Tomato Awards                                       | 3 tháng 1 năm 2018        | Best Romance Movie 2017                                | God's Own Country              | 4th Place | [ 40 ]               |
| Honolulu Rainbow Film Festival                             | ngày 19 tháng 8 năm 2017  | Best Feature                                           | God's Own Country              | Đoạt giải | [ 41 ] [ 42 ]        |
| Jameson CineFest–Miskolc International Film Festival       | ngày 17 tháng 9 năm 2017  | Emeric Pressburger Prize                               | God's Own Country              | Đề cử     | [ 43 ]               |
| London Film Critics' Circle                                | ngày 28 tháng 1 năm 2018  | Film of the Year                                       | God's Own Country              | Đề cử     | [ 44 ]               |
| London Film Critics' Circle                                | ngày 28 tháng 1 năm 2018  | British/Irish Film of the Year                         | God's Own Country              | Đề cử     | [ 44 ]               |
| London Film Critics' Circle                                | ngày 28 tháng 1 năm 2018  | British/Irish Actor of the Year                        | Josh O'Connor                  | Đề cử     | [ 44 ]               |
| London Film Critics' Circle                                | ngày 28 tháng 1 năm 2018  | Breakthrough British/Irish Filmmaker                   | Francis Lee                    | Đoạt giải | [ 44 ]               |
| London Film Critics' Circle                                | ngày 28 tháng 1 năm 2018  | Technical Achievement Award                            | Joshua James Richards          | Đề cử     | [ 44 ]               |
| San Francisco International Film Festival                  | ngày 19 tháng 4 năm 2017  | Golden Gate Award                                      | God's Own Country              | Đề cử     | [ 45 ]               |
| Satellite Awards                                           | ngày 10 tháng 2 năm 2018  | Best Film                                              | God's Own Country              | Tied win  | [ a ] [ 46 ]         |
| Stockholm International Film Festival                      | ngày 20 tháng 11 năm 2017 | Best Direction                                         | Francis Lee                    | Đoạt giải | [ 47 ]               |
| Stockholm International Film Festival                      | ngày 20 tháng 11 năm 2017 | Best Male Actor                                        | Josh O'Connor                  | Đoạt giải | [ 47 ]               |
| Stockholm International Film Festival                      | ngày 20 tháng 11 năm 2017 | Bronze Horse                                           | God's Own Country              | Đề cử     | [ 47 ]               |
| Sundance Film Festival                                     | ngày 28 tháng 1 năm 2017  | World Cinema Directing Award                           | Francis Lee                    | Đoạt giải | [ 48 ] [ 49 ] [ 50 ] |
| Sundance Film Festival                                     | ngày 28 tháng 1 năm 2017  | Grand Jury Prize                                       | Francis Lee                    | Đề cử     | [ 48 ] [ 49 ] [ 50 ] |
| Sydney Film Festival                                       | ngày 18 tháng 6 năm 2017  | Foxtel Movies Audience Award                           | God's Own Country              | 7th place | [ 51 ]               |
| Toronto Inside Out Lesbian and Gay Film and Video Festival | ngày 4 tháng 6 năm 2017   | Bill Sherwood Award                                    | God's Own Country              | Đoạt giải | [ 52 ] [ 53 ]        |
| Transilvania International Film Festival                   | ngày 11 tháng 6 năm 2017  | Special Jury Award                                     | God's Own Country              | Đoạt giải | [ 54 ]               |
| Transilvania International Film Festival                   | ngày 11 tháng 6 năm 2017  | Transilvania Trophy                                    | God's Own Country              | Đề cử     | [ 54 ]               |
| Writers' Guild of Great Britain Awards                     | ngày 15 tháng 1 năm 2018  | Best First Screenplay                                  | Francis Lee                    | Đề cử     | [ 55 ]               |
| Zagreb Film Festival                                       | ngày 18 tháng 11 năm 2017 | The Golden Pram                                        | God's Own Country              | Đề cử     | [ 56 ]               |